# Adobe Animate
Adobe Animate（アドビ・アニメイト）は、アドビが開発・販売している動画やゲームのHTML5を中心としたオーサリング・ソフトウェア。旧称は Adobe Flash Professional（アドビ・フラッシュ・プロフェッショナル）。
Adobe Animateは、ベクターグラフィックス・アニメーション制作ソフトであり、HTML5以外にWebGL, Scalable Vector Graphics などのフォーマットが扱える他、旧来の Flash Player (SWF)やAdobe AIRフォーマットも扱える。

## 概要
Adobe Flash / Adobe Animateの最初のバージョンは、1996年5月にリリースされたベクターグラフィックスおよびベクターアニメーションプログラムのFutureSplash Animatorである。ソフトウェア会社であるFutureWave SoftwareによってFutureSplashAnimatorが開発された。　最初の製品であるsmartsketchはベクターベースの描画プログラムである。1995年、同社は製品にアニメーション機能を追加し、World Wide Web用のベクターベースのアニメーションプラットフォームを作成することを決定した。したがって、FutureSplash Animatorが作成された。（当時、ウェブ上で、このようなアニメーションを展開する唯一の方法は、Javaであった。）FutureSplashアニメーション技術は、次のようなウェブサイト上で使用されたMSN、シンプソンズウェブサイトおよびディズニー・デイリー・ブラストのウォルト・ディズニー・カンパニー。
1996年12月、MacromediaはFutureWaveを買収し、製品をMacromedia Flashとしてブランド変更した。これは、8つのメジャーバージョンで継続するブランド名である。アドビシステムズ（現アドビ）は、 2005年にMacromediaを買収し、プレーヤーと区別するためにAdobe Flash Professionalの再ブランドのAdobe Flash Playerという製品になった。これは、AdobeがCreative Cloud（CC）を支持してCreative Suiteのラインナップを廃止するまで、CS3からCS6までの製品のCreative Suiteの一部として含まれていた。
2015年12月1日、アドビは次のメジャーアップデートでプログラムの名前をAdobe Animateに変更することを発表した。この動きは、Adobe Flash Playerとの関連付けを解除する取り組みの一環として行われ、HTML5およびビデオコンテンツのオーサリングへの使用の増加を認め、Web標準ベースのソリューションを優先してFlash Playerの使用を推奨しない取り組みを開始した。新しい名前の最初のバージョンが2016年2月8日にリリースされた。 Adobe AnimateはWeb標準のファイル形式に移行しているが、Flash (.swf) およびAir (.air) 形式はまだ公式にサポートされる。
2018年2月ごろに『Adobe Flash Professional』のサービス終了に伴って、アドビシステムズが後継版として販売を開始。